# Great Lake Swimmers
Great Lake Swimmers är ett kanadensiskt band som spelar melodisk folkrock. 

## Medlemmar
Nuvarande medlemmar
- Tony Dekker – sång, akustisk gitarr, munspel (2003–)
- Erik Arnesen – banjo, gitarr, harmonium (2003–)
- Bret Higgins – basgitarr (2003–)
- Miranda Mulholland – violin, bakgrundssång (2003–)
- Joshua Van Tassel – trummor (2015–)

Tidigare medlemmar
- Sandro Perri – lap steel guitar, gitarr (2003–2005)
- Colin Huebert – trummor (2003–2008)
- Mike Overton – kontrabas
- Darcy Yates – kontrabas, basgitarr
- Julie Fader – sång
- Greg Millson – trummor

## Diskografi
Studioalbum
- 2003 – Great Lake Swimmers
- 2005 – Bodies and Minds
- 2007 – Ongiara
- 2009 – Lost Channels
- 2012 – New Wild Everywhere
- 2015 – A Forest of Arms

EP
- 2008 – Hands in Dirty Ground
- 2008 – Song Sung Blue EP
- 2009 – Live Session EP
- 2009 – The Legion Sessions
- 2012 – Daytrotter Session

Singlar
- 2009 – "Pulling on a Line"
- 2009 – "Great Lake Swimmers" / "Audiotransparent" (delad singel)
- 2010 – "Gonna Make It Through This Year"
- 2012 – "Easy Come Easy Go"
- 2012 – "New Wild Everywhere"
- 2012 – "Cornflower Blue"